# Ligue de hockey junior de l'Ontario
Ne doit pas être confondu avec Ligue de hockey de l'Ontario.
La Ligue de hockey junior de l'Ontario est une ligue de hockey sur glace junior au Canada qui est issue de la fusion en 2010 de la Ligue de hockey junior A de l'Ontario et de la Ligue canadienne centrale de hockey.

## Historique
Créée en 1954 sous le nom de Ligue de hockey centrale junior B, la ligue progresse en 1993 au niveau junior A et adopte le nom de Ligue de hockey provinciale junior A de l'Ontario. Cette ligue est dissoute en 2009 par l'Association de hockey de l'Ontario pour former deux ligues distinctes, soit la Ligue de hockey junior A de l'Ontario et la Ligue canadienne centrale de hockey. Moins d'un an après la création de ces deux ligues, celles-ci décident de renouer ensemble pour former la Ligue de hockey junior de l'Ontario.

## Prédécesseurs

### Ligue de hockey junior A de l'Ontario
La Ligue de hockey junior A de l'Ontario comprenait 15 équipes jouant dans une conférence. Le vainqueur de la saison disputait la Coupe Dudley Hewitt.

### Ligue canadienne centrale de hockey
La Ligue canadienne centrale de hockey était une ligue de 15 équipes jouant dans deux conférence. Elle a été fondée en 2008 à Bolton en Ontario et toutes les équipes évoluaient en Ontario.

## Équipes actuelles
| Équipe                          | Ville        | Rejoint la LHJO |
| ------------------------------- | ------------ | --------------- |
| Tigers d'Aurora                 | Aurora       | 1997            |
| Capitals de Brampton            | Brampton     | 1993            |
| Sabres junior de Buffalo        | Buffalo      | 1998            |
| Cougars de Burlington           | Burlington   | 1993            |
| Cougars de Cobourg              | Cobourg      | 1993            |
| Blues de Collingwood            | Collingwood  | 1993            |
| Beehives de Dixie               | Weston       | 2005            |
| Raiders de Georgetown           | Georgetown   | 1993            |
| Red Wings de Hamilton           | Hamilton     | 1993            |
| Otters de Huntsville            | Huntsville   | 1998            |
| Voyageurs de Kingston           | Kingston     | 1995            |
| Muskies de Lindsay              | Lindsay      | 1993            |
| Waxers de Markham               | Markham      | 1998            |
| Icehawks de Milton              | Milton       | 1993            |
| Chargers de Mississauga         | Mississauga  | 1995            |
| Hurricanes de Newmarket         | Newmarket    | 1993            |
| Rangers de North York           | North York   | 1998            |
| Blades de Oakville              | Oakville     | 1993            |
| Crushers de Orangeville         | Orangeville  | 2006            |
| Stars de Peterborough           | Peterborough | 1993            |
| Panthers de Pickering           | Pickering    | 1998            |
| Buzzers de St. Michael's        | Toronto      | 1995            |
| Spirit de Stouffville           | Stouffville  | 1995            |
| Debys de Streetsville           | Rexdale      | 1993            |
| Canadiens Jr. de Toronto        | Downsview    | 1998            |
| Trenton Golden Hawks de Trenton | Trenton      | 1998            |
| Patriots d'Upper Canada         | Toronto      | 1998            |
| Vipers de Vaughan               | Vaughan      | 1993            |
| Knights de Villanova            | North York   | 1998            |
| Dukes de Wellington             | Wellington   | 1998            |
| Fury de Whitby                  | Whitby       | 1998            |

### Anciennes équipes
| Équipe                    | Ville       | Création | Fin  | Note                              |
| ------------------------- | ----------- | -------- | ---- | --------------------------------- |
| Attack d'Ajax             | Ajax        | 1993     | 2010 | Devient les Panthers de Pickering |
| Colts de Barrie           | Barrie      | 1993     | 1995 | rejoint la LHO                    |
| Eagles de Bowmanville     | Bowmanville | 1995     | 2010 | Devient les Cougars de Cobourg    |
| Blues de Bramalea         | Brampton    | 1995     | 2010 | Dissoute                          |
| Canadians de Caledon      | Caledon     | 1998     | 1999 | Dissoute                          |
| Terriers de Couchiching   | Rama        | 1993     | 2010 | Dissoute                          |
| Huskies de Durham         | Durham      | 1998     | 2001 | Dissoute                          |
| Shamrocks de Parry Sound  | Parry Sound | 1999     | 2002 | Dissoute                          |
| Bruins de Seguin          | Humphrey    | 2005     | 2010 | Dissoute                          |
| Wolves de Shelburne       | Shelburne   | 1998     | 1999 | Dissoute                          |
| Crunch junior de Syracuse | Syracuse    | 1998     | 2005 | Rejoint la EJHL                   |
| Sting de Trenton          | Trenton     | 1995     | 2009 | Dissoute                          |

### Avant 1993
Voici les clubs ayant évolué dans la ligue et ayant disparu avant 1993 :
| - Sabres d'Acton - Warriors de Brampton Jr. B - Beehives de Dixie Jr. B - Flyers de Dundas - Siftos de Goderich - Biltmores de Guelph - CMC de Guelph - Bees de Hamilton | - Marlands de Ingersoll - Greenshirts de Kitchener - Monarchs de Mimico - Devils de Nobleton - Dynes de Oak Ridges - Greys d'Owen Sound - Redshirts de Paris - Raiders de Preston | - Amthes de St. Catharines - Lincolns de St. Marys - Braves de Stratford - Rockets de Strathroy - Thunderbirds de Thornhill - Siskins de Waterloo - Warriors de Woodstock |

## Vainqueurs de la Coupe Dudley Hewitt
Depuis 1995, plusieurs clubs de la LHJO ont remporté la coupe Dudley Hewitt; le champion de la Coupe obtient la possibilité de disputer par la suite la coupe de la Banque royale, tournoi regroupant les meilleures équipes de niveau junior A :
Les équipes marquées en caractère gras ont par la suite remporté la coupe de la Banque royale.
- 1996 : 87's de Newmarket
- 1998 : Merchants de Milton
- 1999 : Blues de Bramalea
- 2001 : Rattlers de Thornhill
- 2003 : Dukes de Wellington
- 2004 : Tigers d'Aurora
- 2005 : Raiders de Georgetown
- 2007 : Tigers d'Aurora
- 2008 : Blades de Oakville
- 2009 : Voyageurs de Kingston
- 2010 : Blades de Oakville